# Kuussaari (ö i Lappland, Tunturi-Lappi, lat 68,04, long 24,62)
Kuussaari är en ö i Finland.   Den ligger i den ekonomiska regionen  Fjäll-Lappland  och landskapet Lappland, i den norra delen av landet, 900 km norr om huvudstaden Helsingfors.